# 계연수
계연수(桂延壽, 생년 미상 ~ 1920년)는 한국의 종교인이며 사학자로 알려져 있으나 실존 인물인지는 의심되고 있다. 자는 인경(仁卿), 호는 운초(雲樵), 세거선천(世居宣川), 일시당(一始堂)이라고 한다. 평안북도 선천군 출신으로 이기의 문인(門人)이었으며 태백교도였다고 한다.

## 생애
계연수의 생애는 크게 《환단고기》(桓檀古記) 및 태백교(太白敎)와 관련된 행적과 단군교(檀君敎)와 관련된 행적으로 나뉜다. 두 가지 행적은 서로 많은 면에서 다르며, 대치되는 측면도 있기 때문에 구분해서 보아야 한다.
- 《환단고기》 및 태백교에 따르면, 계연수는 대한자강회 출신으로 이기의 문인이다. 1898년(무술년) 《단군세기(檀君世記)》와 《태백유사(太白遺史)》등의 책을 간행하였고, 이기가 1909년 단학회(檀學會)를 설립한 후 사망하자 뒤를 이어 단학회의 2대 회장이 되었다. 1911년에 《환단고기》를 저술하였다고 한다. 이후 이상룡의 막하에서 참획군정으로 공을 세우는 등 항일운동에 힘쓰다가 1920년에 만주에서 일제의 밀정에게 살해되었다고 한다.

- 단군교의 《단탁》, 전병훈의 《정신철학통편》 등에 따르면 계연수는 묘향산에서 수도를 하던 도인(道人)으로, 묘향산의 석굴에서 수도를 하던 도중 깨달음을 얻자 갑자기 벽에 새겨진 천부경이 보여 이를 탁본하였다고 한다.(1916년) 1917년에는 이 탁본을 단군교에 보내 해석을 구하였다. 이후의 행적은 전하지 않는다.

## 행적에 대한 의문
- 계연수는 1864년 5월 20일에 평안북도 선천군에서 태어나서 1920년 8월 15일에 독립군으로 위장한 일제의 밀정에 의해 살해당했다고 하나 확실하지 않다. 그의 시신은 토막난 상태로 압록강에 버려졌고 일제의 밀정들이 계연수가 소유했던 서적과 원고, 계연수가 건립한 배달의숙 건물도 불에 태워져 사라졌다고 하나 확실하지 않다.
- 대한민국에 있는 계씨는 수안 계씨 뿐인데 수안 계씨의 족보에는 계연수라는 이름이 없다.[2]
- "계연수는 이기·나철이 단군 사상의 연구·역사 의식 고취를 위해 설립한 단체인 단학회(檀學會)의 제2대 회장을 역임했고, 1911년에 홍범도·오동진의 지원을 통해 여러 사서들을 엮은 다음에 이기(李沂)의 감수를 받아서 《환단고기》 30권을 간행하였다."는 내용은 위서로 알려져 있는 《환단고기》 외에는 확인되지 않는다.
- 계연수는 이상룡의 막하에서 독립운동을 하였고 큰 전공도 세웠다고 한다. 그러나 이상룡과 관련된 기록 및 이상룡의 문집에는 계연수의 이름이 등장하지 않으며[3], 환단고기 및 태백교의 전승을 제외하면 계연수의 독립운동 기록이 없다.[4]

## 민족 의식에 대한 의문
계연수는 《환단고기》의 저자이자 단군교에 천부경을 전한 민족주의자 또는 항일운동가로 인식되어 있으나 실제 그의 행적이나 저작 속에서는 다음과 같이 민족 의식에 대한 의문이 제기되었다. 《환단고기》에는 계연수가 직접 쓴 것이라고 볼 수 있는 범례가 있는데, 1911년에 작성되었다고 하는 이 범례는 당시의 민족주의자가 서술했다고 보기 어렵다는 주장이 제기되었다. 또한 《환단고기》의 주요 내용들에서 친일성이 지적된다, 《환단고기》는 위작으로 의심되므로 해당 내용들 역시 계연수의 저작으로 보는 주장이 존재한다.
한편 단군교와 관련되어 친일성이 지적된다. 단군교는 원래 대종교와 같은 교단이었으나, 1910년 경술국치 이후 나철이 대종교로 교명을 고치고 만주로 망명하자 정훈모 등이 이에 반발하여 단군교의 이름을 고수하며 국내에 남았다. 이 단군교에 대해 친일성을 제기하는 연구가 존재한다.

## 같이 보기
- 이유립
- 환단고기
- 백관묵

## 참고 문헌 및 링크
- 전병훈, 《정신철학통편》, 1919
- 성창호, 《해동인물지(海東人物志)》, 1969
- 이정훈, '계연수와 이유립을 찾아서', 《신동아》9월호, 2007